# シカノシンプ
シカノシンプは、吉本興業（大阪本部）所属のお笑いコンビ。2022年結成。NSC大阪校43期生。「UNDER5 AWARD 2025」ファイナリスト。

## メンバー
北川（きたがわ、1996年1月5日 - ）（29歳）
主にボケ担当だが、ネタによってボケ・ツッコミの役割は異なる。
本名：北川 康介（きたがわ こうすけ）
三重県四日市市出身。身長180cm、体重66kg。血液型はB型。
趣味は野球（中日ドラゴンズファン）、散歩、麻雀、映画、遊園地。特技はろくろ、雑学クイズ。
かつては「阿倉川」という名前でピンで活動をしていた。由来は地元の最寄り駅の名前。R-1グランプリにも出場経験がある。

ゆのき（2000年8月6日 - ）（25歳）
主にツッコミ担当だが、ネタによってボケ・ツッコミの役割は異なる。
本名：柚木 竜人（ゆのき りょうと）
大阪府堺市出身。身長168cm、体重59kg。血液型はA型。左利き。
趣味は映画、ラジオ、料理。特技は早食い、早飲み、マリオカート、縄跳び、ドッジボール、減量、機械製図検定。
幼い頃は太っていて、高校生時代に体重測定の結果について呼び出され、それをきっかけにダイエットを始めた。毎日縄跳びをし、2ヶ月で20kgの減量に成功した。

## 来歴
前コンビを解散し、ピン芸人となっていた両者が2022年に結成。コンビ名は、ゆのきが提案した「シカノツノ」と北川が提案した「ルルコシンプ」を組み合わせて命名された。
2023年7月13日に開催されたチャレンジバトルで第11位に入賞して劇場所属権を勝ち取り、同年8月よりよしもと漫才劇場に所属している。
「UNDER5 AWARD 2025」では初めて決勝進出を果たし、準優勝となった。

## 芸風
コントを中心に活動しているが、漫才も演じている。

## 出囃子
Maceo&The Macks『Cross The Tracks』

## 賞レース成績

### M-1グランプリ
| 年度             | 結果      | エントリー No. | 会場                           | 日程     |
| ---------------- | --------- | -------------- | ------------------------------ | -------- |
| 2022年（第18回） | 2回戦進出 | 5038           | 森ノ宮よしもと漫才劇場         | 10月11日 |
| 2023年（第19回） | 3回戦進出 | 3297           | よしもと漫才劇場               | 10月31日 |
| 2024年（第20回） | 3回戦進出 | 6139           | COOL JAPAN PARK OSAKA TTホール | 10月28日 |

### UNDER5 AWARD
| 年度            | 結果       | 会場              | 備考         |
| --------------- | ---------- | ----------------- | ------------ |
| 2024年（第2回） | 準決勝進出 | YES THEATER       |              |
| 2025年（第3回） | 準優勝     | ルミネtheよしもと | Bブロック1位 |

## 出演

### テレビ
- 千原ジュニアの座王（関西テレビ、2025年3月7日、4月18日）※北川のみ

### ラジオ
- シカノシンプのポリス（stand.fm、2022年11月10日 - ）- 毎週月曜更新